# ألفا روميو 90
ألفا روميو 90 (بالإنجليزية: Alfa Romeo 90) هي سيارة تم تصنيعها من قبل شركة ألفا روميو للسيارات الإيطالية.